# Hector (Name)
Hector, bzw. Hektor ist ein männlicher Vorname und Familienname.

## Herkunft und Varianten
Bei Hector handelt es sich um die latinisierte Schreibweise von Hektor, einer Gestalt aus Homers berühmtem Epos Ilias.
Vermutlich leitet sich der Name vom altgriechischen ἕκτωρ (hektor) „Festhalter“, „Anker“ ab.
Daneben existieren die Varianten Héctor (spanisch), Ettore (italienisch), Heitor (portugiesisch) und Ector.

## Namensträger

### Vorname (Auswahl)
Hector
- Héctor D. Abruña (* 1953), US-amerikanischer Chemiker auf dem Gebiet der Elektrochemie
- Héctor Acosta (* 1967), dominikanischer Sänger
- Héctor Babenco (1946–2016), argentinisch-brasilianischer Filmregisseur
- Hector Baltazzi (1851–1916), österreichischer Pferdesportler
- Héctor Barberá (* 1986), spanischer Motorradrennfahrer
- Héctor Béjar (* 1935), peruanischer Autor, Bildhauer, Soziologe, Rechtsanwalt und Politiker
- Héctor Bellerín (* 1995), spanischer Fußballspieler
- Hector Berlioz (1803–1869), französischer Komponist
- Héctor Bianciotti (1930–2012), argentinisch-französischer Schriftsteller
- Héctor Burguez (* 1967), uruguayischer Fußballspieler und -trainer
- Héctor Campos-Parsi (1922–1998), puerto-ricanischer Komponist
- Héctor Castro (1904–1960), uruguayischer Fußballspieler und -trainer
- Héctor Colomé (1944–2015), argentinisch-spanischer Schauspieler
- Héctor Cúper (* 1955), argentinischer Fußballspieler und Fußballtrainer
- Héctor Demarco (1936–2010), uruguayischer Fußballspieler
- Hector Durville (1849–1923), französischer Okkultist und Autor
- Hector Dyer (1910–1990), US-amerikanischer Leichtathlet (Sprint)
- Héctor Echeverri (1938–1988), kolumbianischer Fußballspieler
- Hector Elizondo (* 1936), US-amerikanischer Schauspieler puerto-ricanischer Abstammung
- Héctor Enrique (* 1962), argentinischer Fußballspieler
- Héctor Faubel (* 1983), spanischer Motorradrennfahrer
- Héctor Font (* 1984), spanischer Fußballspieler
- Héctor Freschi (1909–1993), argentinischer Fußballspieler
- Héctor García Godoy (1921–1970), dominikanischer Politiker
- Héctor García-Molina (1954–2019), mexikanisch-US-amerikanischer Informatiker
- Héctor David García Osorio (* 1966), honduranischer Geistlicher, Bischof von Santa Rosa de Copán

- Hector Geffner (* 1959), argentinischer Informatiker
- Héctor González (Fußballspieler, 1937) (Héctor González Garzón; 1937–2015), kolumbianischer Fußballspieler
- Héctor González (Fußballspieler, 1972) (Héctor Manuel González Ortíz; * 1972), ecuadorianischer Fußballspieler
- Héctor González (Fußballspieler, 1977) (* 1977), venezolanischer Fußballspieler
- Héctor González Baeza (* 1986), baskischer Radrennfahrer
- Héctor González Martínez (* 1939), mexikanischer Geistlicher, Erzbischof von Durango
- Hector Wilhelm von Günderrode (1755–1786), deutscher Schriftsteller
- Héctor Guerrero Córdova (* 1941), mexikanischer Ordensgeistlicher, Prälat von Mixes
- Hector Guimard (1867–1942), französischer Architekt und Designer
- Héctor Gutiérrez Ruiz (1934–1976), uruguayischer Politiker
- Héctor Enrique Gutiérrez (* 1986), mexikanischer Fußballspieler
- Héctor Luis Gutiérrez Pabón (1937–2024), kolumbianischer Priester und Bischof
- Hector Hajjar (* ≈1975), libanesischer Arzt, Sozialaktivist und Politiker
- Héctor Herrera (Leichtathlet) (Héctor Herrera Ortiz; * 1959), kubanischer Mittelstreckenläufer
- Héctor Herrera (Fußballspieler) (Héctor Miguel Herrera López; * 1990), mexikanischer Fußballspieler
- Héctor Jiménez (Schauspieler) (* 1973), mexikanischer Schauspieler und Filmproduzent
- Hector Jiménez (Fußballspieler) (* 1988), US-amerikanischer Fußballspieler
- Héctor Eduardo Castro Jiménez (* 1976), mexikanischer Fußballspieler
- Héctor Lavoe (1946–1993), puerto-ricanischer Komponist und Sänger
- Héctor Leyva (* 1965), Schachspieler aus El Salvador kubanischer Herkunft
- Héctor Mario López (1930–2015), guatemaltekischer General
- Héctor Julio López Hurtado (* 1941), kolumbianischer Ordensgeistlicher, Bischof von Girardot
- Héctor López Alvarado (* 1970), mexikanischer Geistlicher, Weihbischof in Guadalajara
- Hector Malot (1830–1907), französischer Schriftsteller
- Héctor Mendoza (1932–2010), mexikanischer Theaterdirektor und Hochschullehrer
- Hector Mithob (Theologe) (1600–1655), deutscher lutherischer Theologe, Superintendent in Ratzeburg
- Héctor Morales (Radsportler) (* 1981), uruguayischer Radsportler
- Héctor Ibarra Morales (* 1931), mexikanischer Diplomat
- Héctor Luis Morales Sánchez (* 1954), mexikanischer Geistlicher
- Héctor Morán, (* 1962), uruguayischer Fußballspieler
- Héctor Moreno (Fußballspieler) (Héctor Alfredo Moreno Herrera; * 1988), mexikanischer Fußballspieler
- Héctor Olivera (Regisseur) (* 1931), argentinischer Filmregisseur
- Héctor Olivera (Baseballspieler) (* 1985), kubanischer Baseballspieler
- Héctor Ortíz (Schiedsrichter) (* 1933), paraguayischer Fußballschiedsrichter
- Héctor Ortiz Benítez (* 1928), mexikanischer Fußballspieler
- Héctor Herrera Ortiz (* 1959), kubanischer Mittelstreckenläufer, siehe Héctor Herrera (Leichtathlet)
- Héctor Israel Ortiz Ortiz (* 1950), mexikanischer Politiker
- Héctor Cubillos Peña (* 1949), kolumbianischer Geistlicher, Bischof von Zipaquirá
- Héctor Luis Lucas Peña Gómez (* 1929), kubanischer Geistlicher, Bischof von Holguín
- Héctor Rodríguez Peña (* 1968), uruguayischer Fußballspieler
- Héctor Pérez (Radsportler) (* 1959), mexikanischer Radsportler
- Héctor Pérez Plazola (1933–2015), mexikanischer Politiker
- Héctor Manuel Rivera Pérez (1933–2019), puerto-ricanischer Geistlicher, Weihbischof in San Juan de Puerto Rico
- Héctor Mario Pérez Villareal (* 1970), mexikanischer Geistlicher, Weihbischof in Mexiko-Stadt
- Héctor Pérez (Baseballspieler) (* 1996), dominikanischer Baseballspieler
- Héctor Pulido (1942–2022), mexikanischer Fußballspieler
- Héctor Rial (1928–1991), argentinisch-spanischer Fußballspieler und -trainer
- Héctor Rodríguez Llompart (* vor 1940), kubanischer Diplomat und Politiker
- Héctor Rafael Rodríguez Rodríguez (* 1961), dominikanischer Geistlicher, Erzbischof von Santiago de los Caballeros
- Hector Roessler (1842–1915), deutscher Chemiker und Unternehmer
- Héctor Romero (Fußballspieler, 1913) (Héctor Ademar Romero Fernández; 1913–??), uruguayischer Fußballspieler und -trainer
- Héctor Romero (Basketballspieler) (Héctor Orlando Romero Rivas; * 1980), venezolanischer Basketballspieler
- Héctor Romero (Fußballspieler, 1985) (Héctor Daniel Romero; * 1985), argentinischer Fußballspieler
- Héctor Gabino Romero (1924–1999), argentinischer Geistlicher, Bischof von Rafaela
- Héctor Scarone (1898–1967), uruguayischer Fußballspieler und -trainer
- Héctor Silva (1940–2015), uruguayischer Fußballspieler
- Héctor Socorro (1912–1980), kubanischer Fußballspieler
- Héctor Tapia García, mexikanischer Fußballspieler
- Héctor Tizón (1929–2012), argentinischer Jurist, Diplomat und Schriftsteller
- Héctor Velázquez Moreno (1922–2006), mexikanischer Architekt
- Héctor Villalba (* 1994), argentinischer Fußballspieler
- Héctor Wittwer (* 1969), deutscher Philosoph und Hochschullehrer
- Héctor Yazalde (1946–1997), argentinischer Fußballspieler
- Hector Zazou (1948–2008), französischer Komponist und Musikproduzent

Hektor
- Hektor Ammann (1894–1967), Schweizer Historiker und Archivar
- Hektor Haarkötter (* 1968), deutscher Fernsehjournalist, Autor sowie Medien- und Kommunikationswissenschaftler
- Hektor von Kotzau (1577/78–1619) war Domherr, Apostolischer Protonotar und Geheimer kaiserlicher Rat
- Hektor Leibundgut (* 1943), Schweizer Theologe, Gymnasiallehrer und Fotograf
- Hektor Llanos (* 1972), baskischer Triathlet
- Hektor Mülich (* um 1420; † 1489/1490), Augsburger Kaufmann und Chronist
- Hektor Rössler (1806–1875), hessischer Beamter und Politiker
- Hektor Ritter von Záhony (1816–1878), österreichischer Industrieller und Politiker
- Hektor von Watt (* um 1420; † 1474), Schweizer Kaufmann und Bürgermeister von St. Gallen

### Familienname
- Adrian Hector (* 1983), deutscher Politiker (Bündnis 90/Die Grünen)
- Alice Hector (* 1982), britische Triathletin
- Anne French Hector (1825–1902), irische Schriftstellerin
- Edgar Hector (1911–1989), saarländischer Jurist und Politiker (CVP)
- Hans-Werner Hector (* 1940), deutscher Unternehmer
- Jacob Hector (1872–1954), deutscher Arzt und Politiker
- James Hector (1834–1907), schottischer Naturforscher und Geologe
- Jamie Hector (* 1975), US-amerikanischer Schauspieler
- Jonas Hector (* 1990), deutscher Fußballspieler
- Jonny Hector (* 1964), schwedischer Schachgroßmeister
- Kevin Hector (* 1944), englischer Fußballspieler
- Kurt Hector (1909–1981), deutscher Archivar
- Marianne Schultz-Hector (1929–2021), deutsche Politikerin (CDU), MdL
- Michael Hector (* 1992), jamaikanischer Fußballspieler
- Pascal Hector (* 1962), deutscher Diplomat
- Sara Hector (* 1992), schwedische Skirennläuferin
- Wilhelm Hector (1855–1918), deutscher Architekt

### Kunstfiguren
- Hector, der Ritter ohne Furcht und Tadel, Spielfilm aus dem Jahr 1975
- Hector, die Hauptperson in einer international erfolgreichen Romanserie von François Lelord